# معركة جسر لودفورد
معركة جسر لودفورد (بالإنجليزية: Battle of Ludford Bridge)‏ هي من المعارك غير الدموية بشكل كبير بين يوش الطرفين منذ بداية حرب الوردتين، حيث وقعت في 12 أكتوبر من عام 1459م وانتهت بانتصار جيش اللانكاسترين بقيادة مارغريت أنجو وانتكاسة اليوركيون في هذه المعركة.